# Kalafior (skała)
Kalafior – skała w Parku Jurajskim w województwie śląskim, w powiecie zawierciańskim, w gminie Pilica. Pod względem geograficznym znajduje się na Wyżynie Ryczowskiej, będącej częścią Wyżyny Częstochowskiej w obrębie Wyżyny Krakowsko-Częstochowskiej.
Kalafior znajduje się w lesie po lewej stronie drogi ze Smolenia do Złożeńca. Są tutaj 4 skały, na których uprawiana jest wspinaczka skalna: Kalafior, Szczurek, Oczko i Salceson. Kalafior znajduje się na wzniesieniu i jest najbardziej wśród nich wysunięty na zachód. Jest to zbudowana ze skalistego wapienia skała o wysokości do 12 m. Do maja 2020 roku wspinacze poprowadzili na niej 9 dróg wspinaczkowych o trudności od VI do VI.4+ w skali polskiej. 8 z nich ma zamontowane stałe punkty asekuracyjne: ringi (r) i ringi zjazdowe (rz).

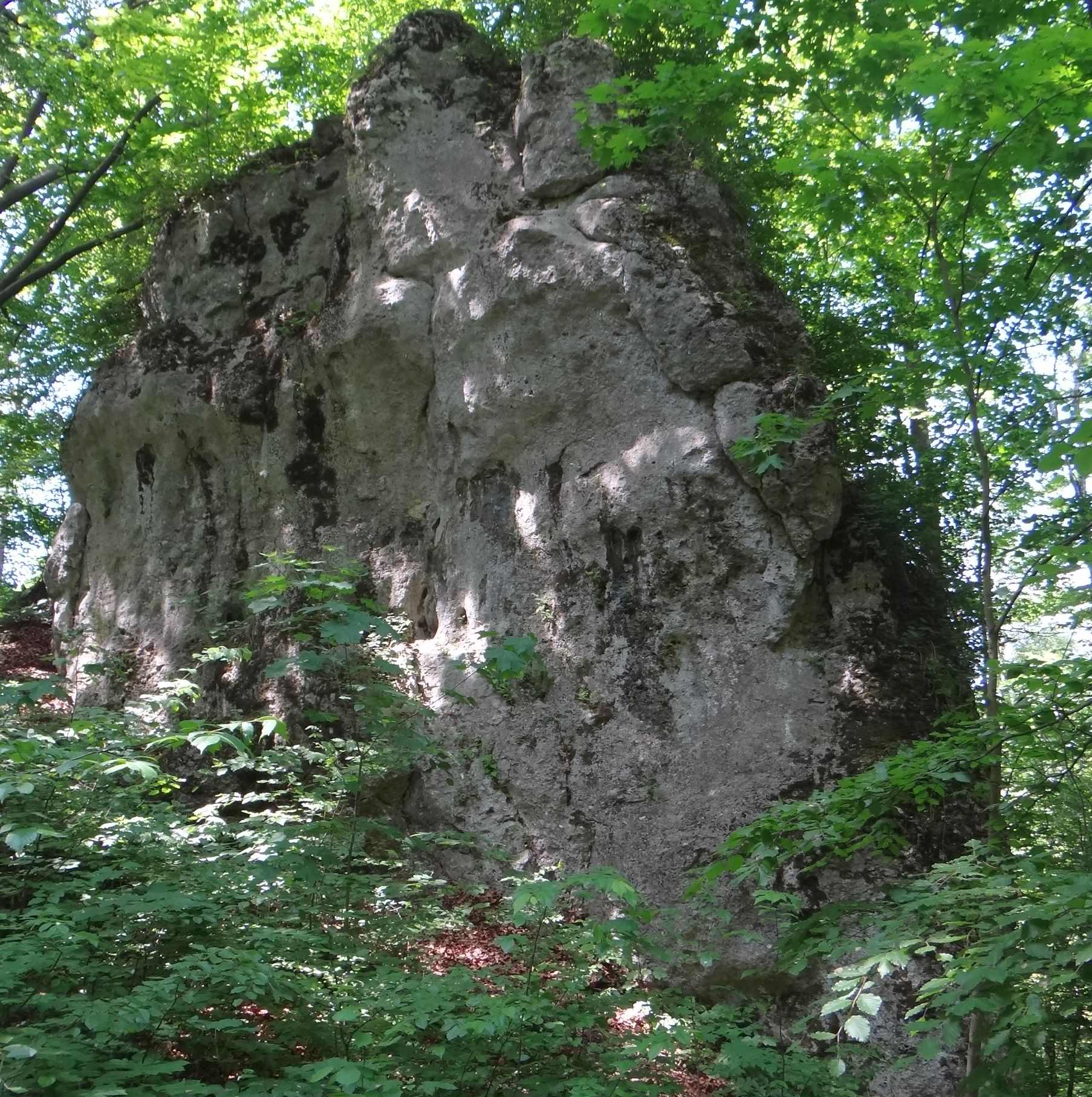
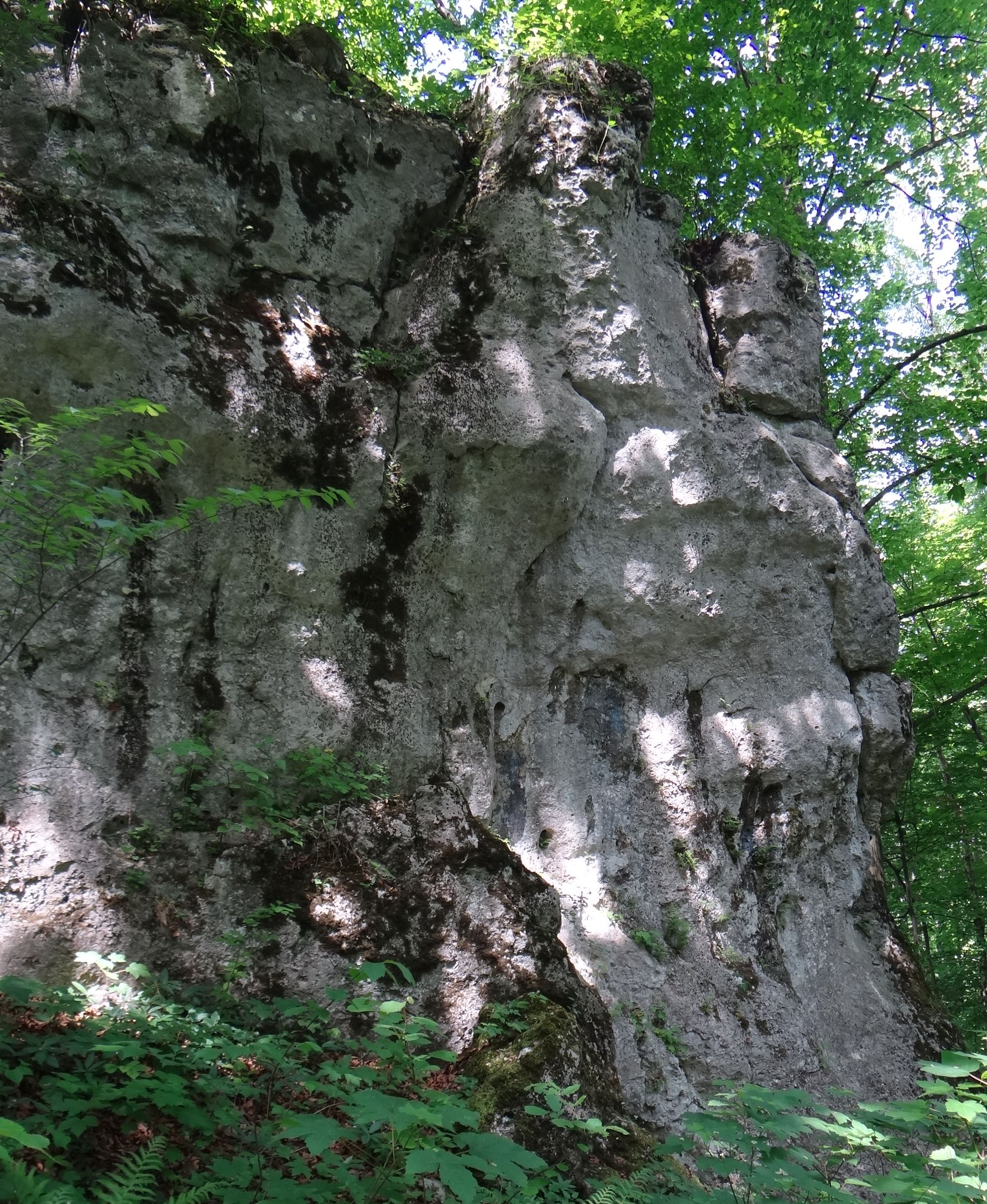
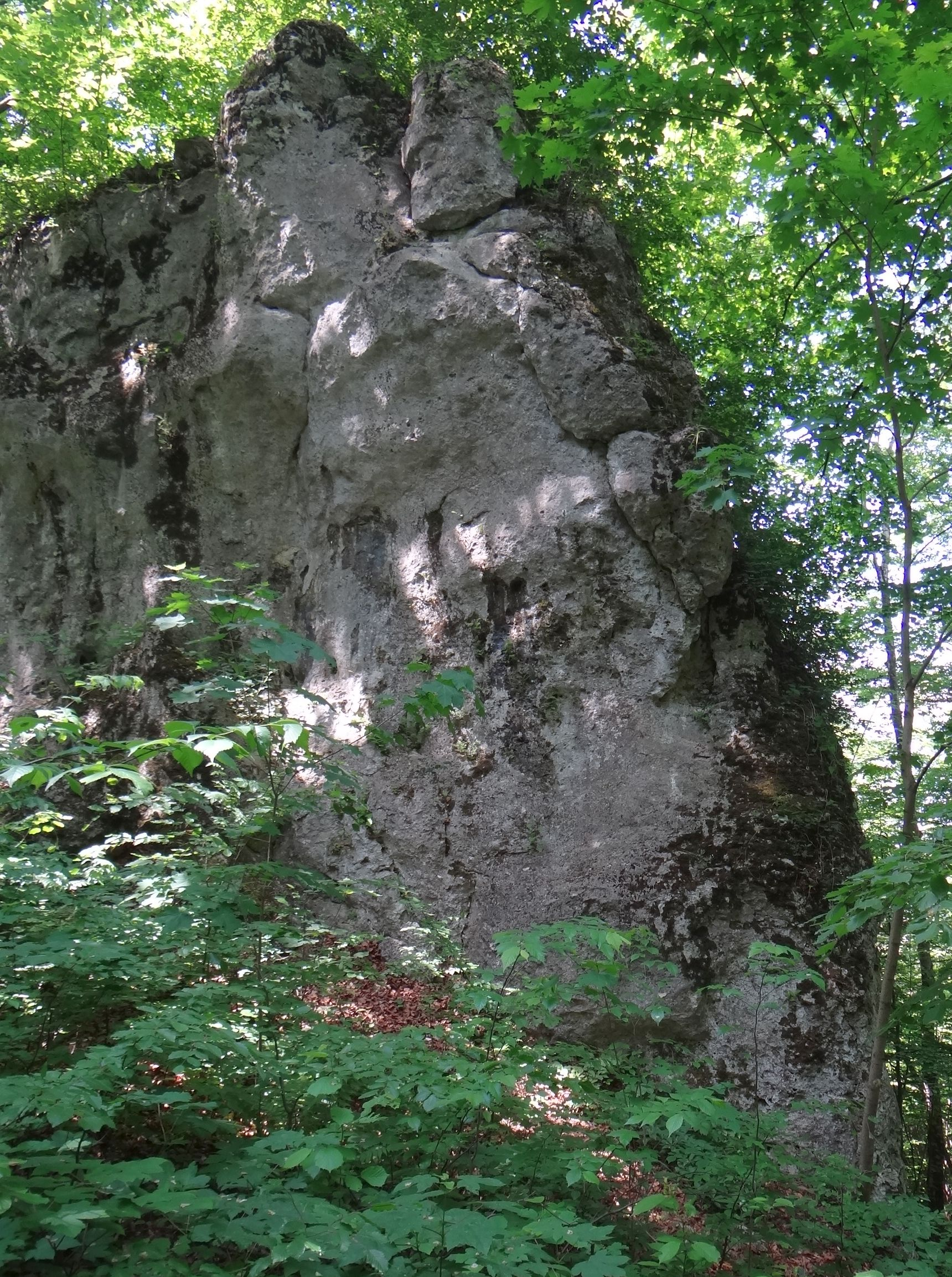
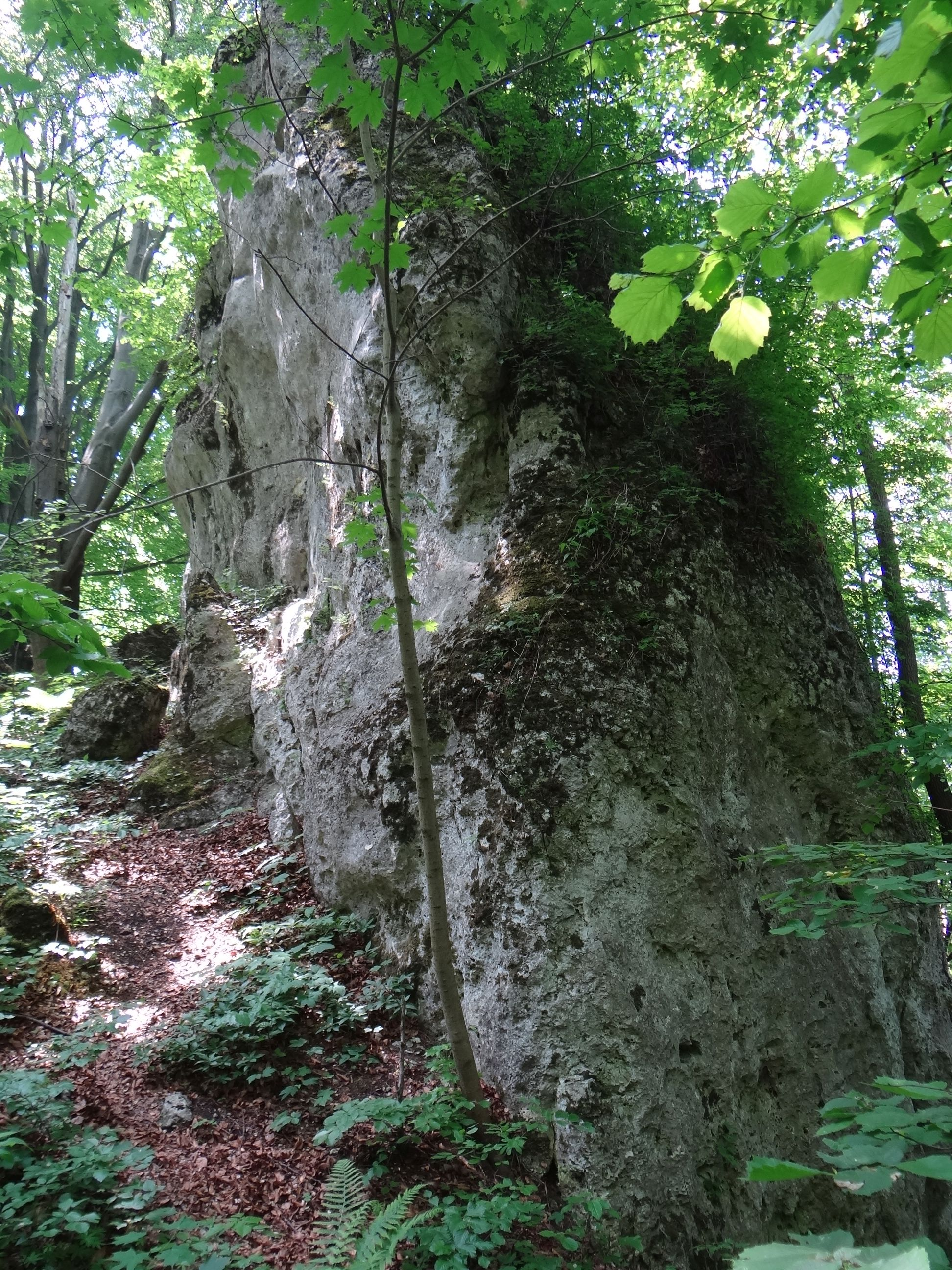
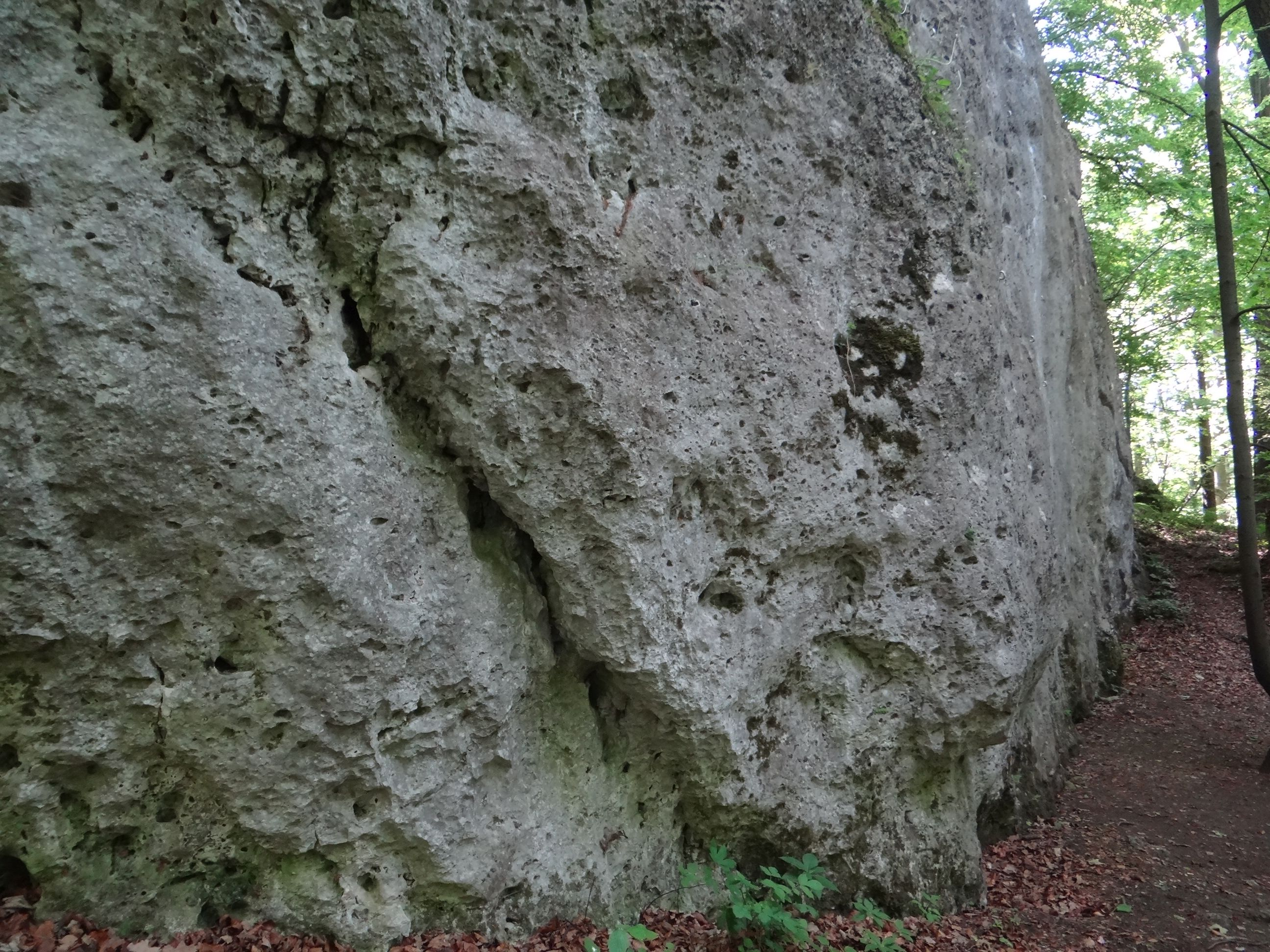
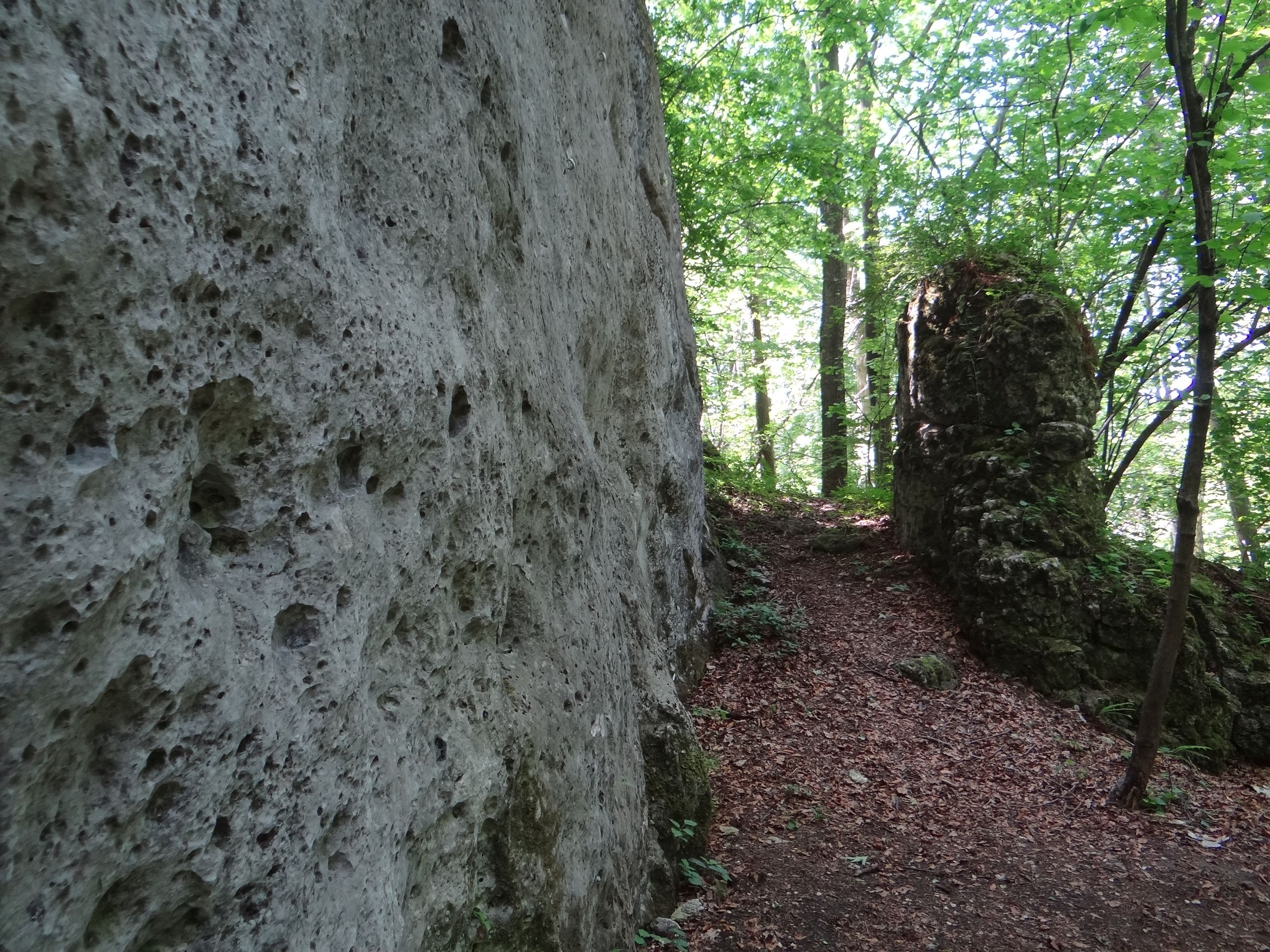

## Drogi wspinaczkowe
1. Szczęścionośne krzywulce; VI+,,4r + st, 12 m
2. Zwierciadło gwiazd; VI.1+, 4r + st, 12 m
3. Carramba; VI.4, 4r + st, 12 m
4. Życie na flexicie; VI.3, 5r + st, 12 m
5. Trawosiecz; VI.4+, 5r + st, 12 m
6. Chatka jebatka; VI.2+, 5r + st, 12 m
7. Sam głąb; VI.2+, 12 m
8. Ekiper z ludzką twarzą; VI.3+, 3r + st, 11 m
9. Sezon błędów i wypaczeń; VI.2, 4r + st, 12 m[1].